# Lars Erik Andrenius
Lars Erik Andrenius, född 27 april 1959, är en svensk tidigare regissör (till 1993).
Andrenius hade expressionismen och symbolismen som stilitisk grund för sitt konstnärliga credo.

## Uppsättningar
- Tre knivar från Wei, Harry Martinson (Spegelteatern under "Spegelsommar")
- Himlens hemlighet, Pär Lagerkvist (Studentteatern)
- Chitra, Rabindranath Tagore (Thakur) (Studentteatern)
- Samtidigheter, ett kollage av texter av Erik Johan Stagnelius (ur Riddartornet), Esaias Tegnér (ur Frithiofs saga), dikter och romanutdrag av Birgitta Trotzig (Teater Arkana)